# Tropicagama temporalis
Tropicagama temporalis is een hagedis die behoort tot de familie agamen (Agamidae).

## Naam en indeling
De wetenschappelijke naam van de soort werd voor het eerst voorgesteld door Albert Günther in 1867. Oorspronkelijk werd de wetenschappelijke naam Grammathophora temporalis gebruikt. De hagedis werd later tot de geslachten Lophognathus, Physignathus, Gemmatophora en Amphibolurus gerekend.

## Uiterlijke kenmerken
De lichaamskleur is bruin, van de snuitpunt loopt een heldere witte streep over de flank naar de staartbasis. De lichaamslengte bedraagt ongeveer tien centimeter, de staart is meer dan twee keer zo lang als het lichaam.

## Verspreiding en habitat
De hagedis komt voor in Azië en Australië. Binnen Azië komt de soort voor in de landen Indonesië en Nieuw-Guinea. in Australië is de soort aangetroffen in de staten Noordelijk Territorium en West-Australië, mogelijk komt de agame ook voor in Queensland.